# NGC 5361
NGC 5361 este o galaxie spirală situată în constelația Câinii de Vânătoare. A fost descoperită în 16 mai 1787 de către William Herschel.